# اريك ووكر
اريك ووكر (بالإنجليزية: Eric Walker)‏ هو منتج أسطوانات وملحن وممثل أمريكي، ولد في 31 يناير 1970 في آبلاند في الولايات المتحدة.

## وصلات خارجية
- الموقع الرسمي
- اريك ووكر على موقع IMDb (الإنجليزية)
- اريك ووكر على موقع قاعدة بيانات الأفلام السويدية (السويدية)
- اريك ووكر على موقع قاعدة بيانات الفيلم (الإنجليزية)
- اريك ووكر على موقع كينوبويسك (الروسية)